# Walter Kubiëna
Walter Ludwig Konstantin Ritter von Kubiëna (* 30. Juni 1897 in Neutitschein, Mähren; † 28. Dezember 1970 in Klagenfurt) war ein österreichischer Bodenkundler. Er gilt als der Begründer der mikromorphologischen  Bodenforschung.

## Lebensweg
Walter Kubiëna studierte Landwirtschaft an der Hochschule für Bodenkultur in Wien und Geologie an der Universität Wien.  1927 promoviert er an der Hochschule für Bodenkultur mit der Dissertation "Pedologische Gliederung des oberösterreichischen Seenvorlandes". Anschließend arbeitete er als wissenschaftlicher Assistent bei Hermann Kaserer an der Lehrkanzel für landwirtschaftlichen Pflanzenbau der Hochschule für Bodenkultur in Wien, wo er sich zunächst mit Fragen der Düngung beschäftigte, sich dann jedoch bevorzugt  bodenmikromorphologischen Untersuchungen zuwandte. 1931 erhielt er an dieser Hochschule die Venia legendi für das Fachgebiet "Pflanzenbau mit besonderer Berücksichtigung der landwirtschaftlichen Bodenkunde". Nach mehreren Forschungsaufenthalten in den USA wurde er 1937 als außerordentlicher Professor mit der Leitung der Lehrkanzel für Geologie und Bodenkunde an der Hochschule für Bodenkultur in Wien betraut. 1941 erfolgte seine Ernennung zum ordentlichen Professor und zum Direktor des gleichnamigen Instituts. Hier wirkte er bis zum Jahre 1945.
1948 übernahm Kubiëna die Leitung der Abteilung für Bodenkunde an der Bundesforschungsanstalt für alpine Landwirtschaft in Admont (Steiermark). 1950 folgte er einem Ruf nach Madrid, wo er als Ehrenmitglied des spanischen Forschungsrates eine rege Forschungs- und Lehrtätigkeit entfaltete. Von 1955 bis 1966 war er Leiter der Abteilung Bodenkunde an der Bundesforschungsanstalt für Forst- und Holzwirtschaft in Reinbek bei Hamburg und zugleich Honorarprofessor an der Universität Hamburg. Auch im Ruhestand blieb er wissenschaftlich tätig und unternahm noch zahlreiche Forschungsreisen.

## Forschungsleistungen
Während mehrerer Forschungsaufenthalte in den USA (1931/33) untersuchte Kubiëna mit mikroskopischen Methoden Kristallneubildungen in Bodenhohlräumen. Die dabei von ihm angewandte Bodendünnschliffmethode eröffnete ihm neue Einsichten in die Formenvielfalt der Pedosphäre. Für die nächsten Jahrzehnte wurde die Bodenmikromorphologie sein zentrales Forschungsgebiet. Aus Gastvorlesungen am Iowa State College in Ames (USA) entstand 1938 sein Buch "Micropedology", das erste Standardwerk über Bodenmikromorphologie. Mit diesem Werk erschloss er der Bodenkunde eine neue Dimension und beeinflusste nachhaltig die internationale Forschung auf den Gebieten der Bodengenese, der Bodensystematik und der Bodengeographie.
Über diese neue Sichtweise der Bodenforschung unter Einbeziehung bodenmikromorphologischer Methoden hat Kubiëna über einhundert Beiträge in Fachzeitschriften und weitere grundlegende Bücher veröffentlicht. Als sein am stärksten nachwirkendes Werk gilt die 1948 erschienene "Entwicklungslehre des Bodens". Sein bedeutendstes methodisches Werk ist das von ihm und anderen Mitarbeitern 1967 herausgegebene Handbuch "Die mikromorphometrische Bodenanalyse".
Kubiëna unternahm zahlreiche Forschungsreisen, vor allem in tropische Regionen. Hier studierte er u. a. Fragen der Verwitterung und Bodenbildung, sowie die Zersetzung von Waldstreu. Als einer der ersten Bodenkundler hat er die Bedeutung der Bodentiere für die Humusbildung nachgewiesen. Wesentliche Erkenntnisse seiner Forschungsarbeiten haben Eingang gefunden in die derzeit gültige Systematik der deutschen Böden. Seine Verdienste auf dem Gebiet der Bodengeographie sind am besten dokumentiert in dem aus seinem Nachlass 1986 von F. Blümel und F. Solar herausgegebenen Buch "Grundzüge der Geopedologie und der Formenwandel der Böden".

## Ehrungen und Auszeichnungen
Für sein wissenschaftliches Lebenswerk ist Kubiëna vielfach geehrt und ausgezeichnet worden. 1954 wurde ihm der  Justus-von-Liebig-Preis der Alfred-Toepfer-Stiftung verliehen. Kubiëna war Ehrenmitglied des Spanischen Obersten Forschungsrates sowie der Österreichischen, der Deutschen und der Internationalen Bodenkundlichen Gesellschaft. Außerdem war er Mitglied der Deutschen Akademie der Naturforscher Leopoldina zu Halle/Saale und Ehrenprofessor der Universität Santa Maria Rio Grande do Sul (Brasilien).
Die Österreichische Bodenkundliche Gesellschaft hat zu seinem Andenken 1989 einen Walter Kubiëna-Forschungspreis gestiftet. Der derzeit mit 400 € dotierte Preis wird jährlich an Studierende vergeben für hervorragende Leistungen auf dem Gebiet der Bodenkunde.

## Hauptwerke
- Micropedology. Collegiate Press Ames, Iowa 1938.
- Entwicklungslehre des Bodens. Springer-Verlag Wien 1948.
- Bestimmungsbuch und Systematik der Böden Europas. Illustriertes Hilfsbuch zur leichten Diagnose und Einordnung der wichtigsten europäischen Bodenbildungen unter Berücksichtigung ihrer gebräuchlichsten Synonyme.  F. Enke-Verlag Stuttgart 1953. – Englischsprachige Ausgabe unter dem Titel The Soils of Europe .... Madrid und London 1953.
- Die mikromorphometrische Bodenanalyse. Als Herausgeber und mit zwei eigenen Beiträgen: Einfluß des Bodens auf die Intensität der Ausbreitung und Entwicklung von Pflanzenseuchen in den Tropen; Mikromorphologie und Mikromorphometrie. F. Enke-Verlag Stuttgart 1967.
- Micromorphological Features of Soil Geography. Rutgers University Press, New Brunswick, N.J. (USA) 1970.
- Grundzüge der Geopedologie und der Formenwandel der Böden. Aus dem Nachlaß von Walter L. Kubiëna, bearbeitet von Franz Blümel und Franz Solar. Österreichischer Agrarverlag (u. a.) Wien 1986.